# Trentepohlia (Trentepohlia) camillerii
Trentepohlia (Trentepohlia) camillerii is een tweevleugelige uit de familie steltmuggen (Limoniidae). De soort komt voor in het Oriëntaals gebied.